# أس (لغة برمجة)
لغة البرمجة أس (بالإنجليزية: S) هي بيئة برمجية إحصائية للتنهيج والرسم.

## وصلات خارجية
- (بالإنجليزية) الموقع الرسمي للغة آس

## مواضيع ذات علاقة
- لغة البرمجة آر